# Тополинський Лісхоз
То́полинський Лісхо́з (рос. Тополинский Лесхоз) — селище у складі Угловського району Алтайського краю, Росія. Входить до складу Тополинської сільської ради.
Стара назва — Лісхоз Тополинський.

## Населення
Населення — 205 осіб (2010; 236 у 2002).
Національний склад (станом на 2002 рік):
- росіяни — 92 %